# حزب لیبرال مشروطه نیکاراگوئه

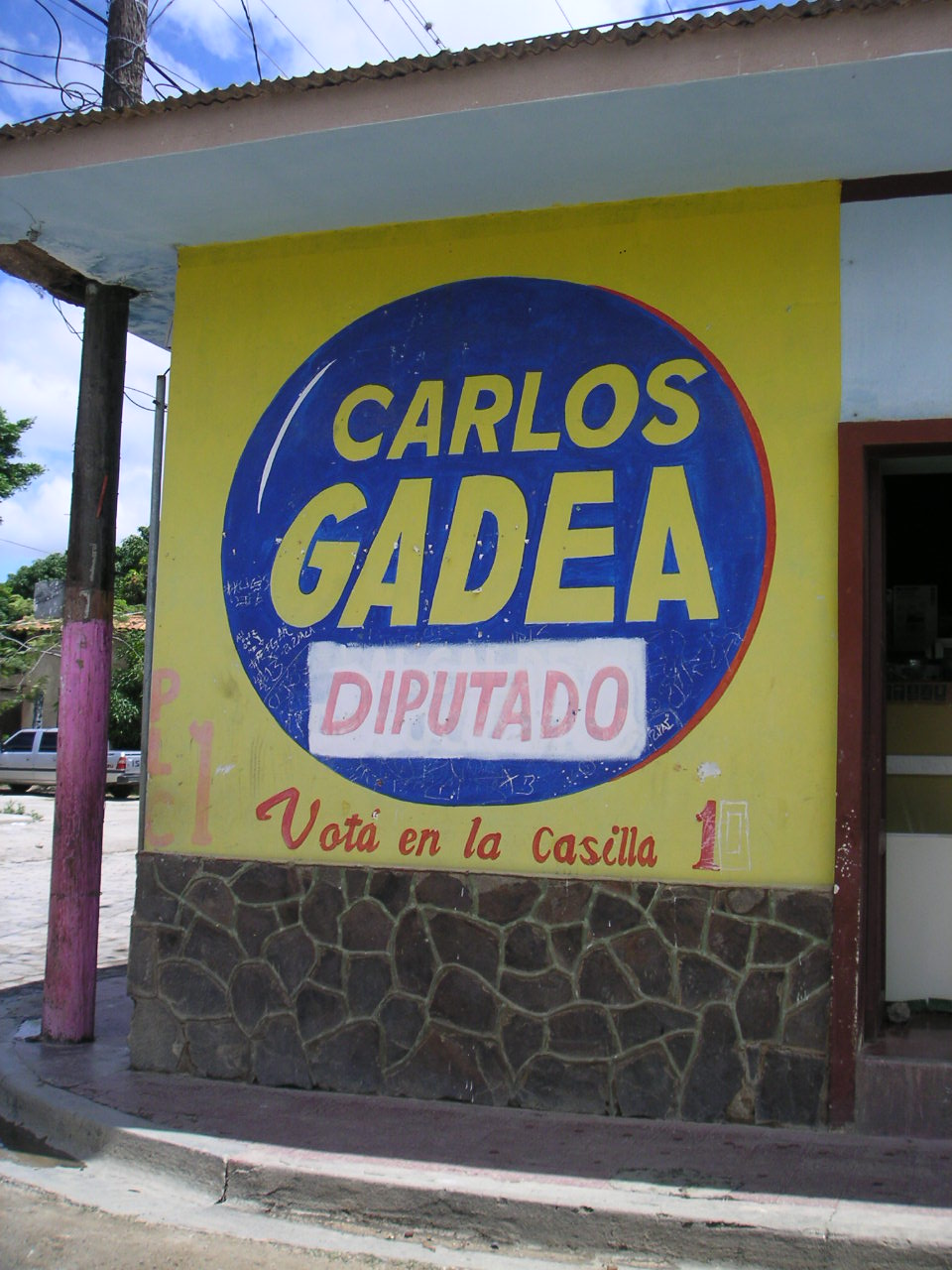

حزب لیبرال مشروطه نیکاراگوئه (به اسپانیایی: Partido Liberal Constitucionalista) حزبی سیاسی لیبرال در نیکاراگوئه است. حزب در سال ۱۹۶۸ تأسیس شد.
در انتخابات ریاست جمهوری ۲۰۰۱ نامزد حزب، انریکه بولانیوس (Enrique Bolaños)، با کسب ۱۱۴۴۰۳۸ رای (۵۵٪) برنده شد. در انتخابات مجلس ۲۰۰۱ حزب ۱۲۱۶۸۶۳ رای (۵۳٫۲٪, ۴۸ کرسی) دریافت کرد.